# Point de fragilité Fraass
Le point de fragilité Fraass est un indicateur permettant de caractériser la fragilité du bitume à basse température. Ce terme désigne également le nom de l’essai qui permet d’établir cet indicateur.

## Descriptif de l'essai
Cet essai consiste à mesurer la température à laquelle apparaissent des fissures sur un film étalé sur une lame soumise à des flexions successives. Plus le point Fraass est élevé, plus le bitume est fragile.
Cet essai est discutable et a une fidélité médiocre, mais il est le seul à l’heure actuelle à permettre de caractériser le maintien de l’élasticité du bitume lorsque la température baisse
Ramond et Such précisent que, par expérience, on sait que la zone critique où se présentent les phénomènes de fissuration correspond à des liants bitumineux dont :
- La pénétrabilité est inférieure à 20 1/10ème de mm ;
- La température de ramollissement est supérieure à 70 °C ;
- La température de fragilité Fraass est supérieure à 0 °C.

## Normalisation
En Europe, cet essai est défini dans la norme EN 12593.